# Димитър Запрянов
 Тази статия е за българския революционер.  За спортиста вижте Димитър Запрянов (джудист).  
Димитър Запрянов е български революционер, деец на Върховния македоно-одрински комитет и на Вътрешната македоно-одринска революционна организация в Одринска Тракия и Македония.

## Биография
Димитър Запрянов е роден през 1883 година в хасковското село Караорман. На 28 юли 1902 година е покръстен във ВМОРО заедно с Тане Николов от Марин Чолаков и Стефан Чакъров. През август 1902 година в Хасково Константин Антонов сформира чета, която е въоръжена от Върховния македоно-одрински комитет и се стреми да отцепи Беломорска Тракия от контрола на ВМОРО. Четата навлиза в Гюмюрджинско и нея са включени Тане Николов, Димитър Запрянов, Марин Чолаков, Дядо Петър, Стефан Чакъров, Недялко Килев, Атанас Тропчов, Симеон Дечев, Стойчо Караиванов и Желю Иванов, братовчед на Константин Антонов. Заедно с Желю Иванов и Стефан Чакъров заболяват тежко от тропическа малария и са принудени да се оттеглят в България на лечение.
През следващата година взема участие в Илинденско-Преображенското въстание.
Прибира се в България и през 1904 година влиза в казармата, за да отбие редовната си военна служба, но през пролетта на 1905 година като войник от 8-а пионерна дружина в Стара Загора дезертира и се присъединява към драмската чета на Михаил Даев. През декември същата година преминава в новосформираната чета на Христо Манов. Неин район е областта Зъхна, където активно действа гръцката въоръжена пропаганда. Запрянов участва в акциите при Горенци на 24 декември, в Криводол на 17 януари 1906 година, когато са пленени андартският капитан Колуш и двама негови четници, както и в сражението при Пилаф тепе на 12 април, в което загива войводата Христо Манов и четата е поета от Запрянов.
Делегат е на Серския окръжен конгрес на ВМОРО през юли - август 1906 година.
Като войвода дава сражение на турците при село Алистрат, а през септември 1906 година при Плевня. През 1907 година влиза с четата си в село Волак, залавя известния гъркоманин Маджир Купчу, организатор на гръцки андартски чети и изпълнява наложената му от Сярското окръжно революционно тяло смъртна присъда. Същата година напада и разбива андартите в гъркоманското Анастасия.
| Чета на Димитър Запрянов, 18 юни 1908 година | Чета на Димитър Запрянов, 18 юни 1908 година | Чета на Димитър Запрянов, 18 юни 1908 година | Чета на Димитър Запрянов, 18 юни 1908 година | Чета на Димитър Запрянов, 18 юни 1908 година |
| Номер                                        | Име                                          | Селище                                       | Околия                                       | Забележка                                    |
| -------------------------------------------- | -------------------------------------------- | -------------------------------------------- | -------------------------------------------- | -------------------------------------------- |
| 1.                                           | Димитър Запрянов                             | Караорман                                    | Хасковска                                    |                                              |
| 2.                                           | Ст. Чавдаров                                 | Стара Загора                                 | Старозагорска                                |                                              |
| 3.                                           | Ташко Христов                                | Маловища                                     | Битолска                                     |                                              |
| 4.                                           | Никола Георгиев                              | София                                        |                                              |                                              |
| 5.                                           | Георги Ангелов                               | Бутим                                        | Неврокопска                                  |                                              |
| 6.                                           | Атанас Г. Сиджема                            | Т. Пазарджик                                 |                                              |                                              |
| 7.                                           | Иван Петров                                  | Княжево                                      | Софийска                                     | [ 6 ]                                        |

През 1908 година Димитър Запрянов е назначен за войвода в Кратовския революционен район, където дава отпор на сръбската пропаганда в Македония. Няколко месеца след обявяването на Младотурската революция се легализира. В изпълнение на решението на Кюстендилския конгрес, Тане Николов заедно с Димитър Запрянов и Иван Москов, на 24 септември 1908 извършва покушение над Яне Сандански в Бошнак хан в Солун. Покушението е неуспешно, но през 1909 година Димитър Запрянов е убит по заповед на Яне Сандански от Какачев.